# Frank Mockler
Frank Carpenter Mockler (* 4. April 1909 im Fremont County, Wyoming; † 16. November 1993) war ein US-amerikanischer Politiker. Zwischen Oktober 1974 und Februar 1975 war er kommissarischer  Gouverneur von Amerikanisch-Samoa.

## Werdegang
Über Frank Mockler gibt es kaum verwertbare Quellen. Er muss Jura studiert haben und war juristischer Vertreter des Fremont County. Außerdem war er Abgeordneter im Repräsentantenhaus von Wyoming und im Jahr 1951 auch Präsident dieser Parlamentskammer. Später fungierte er unter Gouverneur John Morse Haydon als Secretary of State von Amerikanisch-Samoa, was das Amt des Vizegouverneurs beinhaltete. Zwischen dem 15. Oktober 1974 und dem 6. Februar 1975 war er kommissarischer Gouverneur dieses Territoriums. Dabei überbrückte er die Zeit zwischen dem Ausscheiden von Gouverneur Haydon und dem Amtsantritt von dessen Nachfolger Earl B. Ruth.
Nach dem Ende seiner Zeit als Gouverneur zog Frank Mockler nach Longboat Key in Florida. Über seinen weiteren Lebensweg ist nichts überliefert. Es wird nur vermerkt, dass er am 16. November 1993 verstarb.